# Silenciador (armas de fuego)

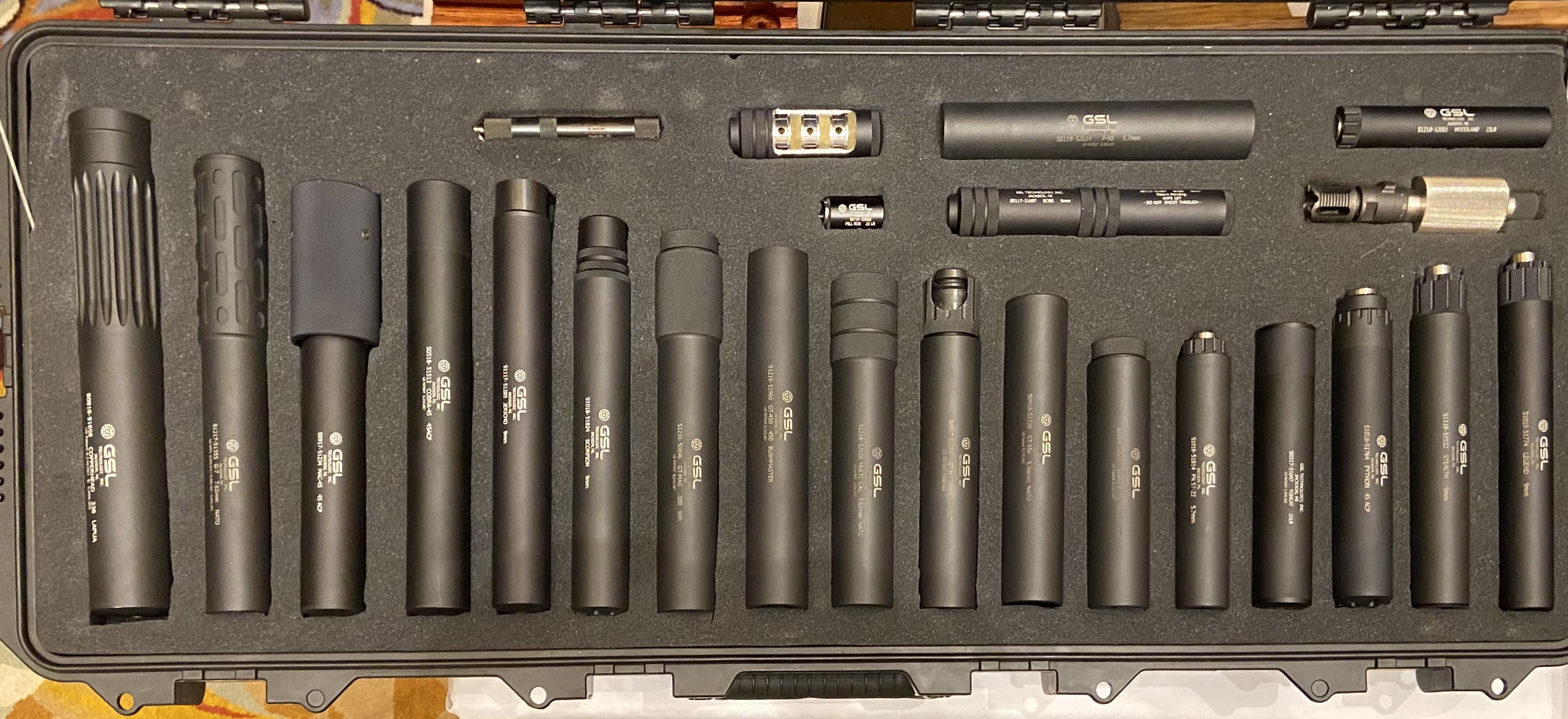
Una caja de silenciadores fabricados por Gemtech, una empresa adquirida en 2017 por Smith & Wesson.

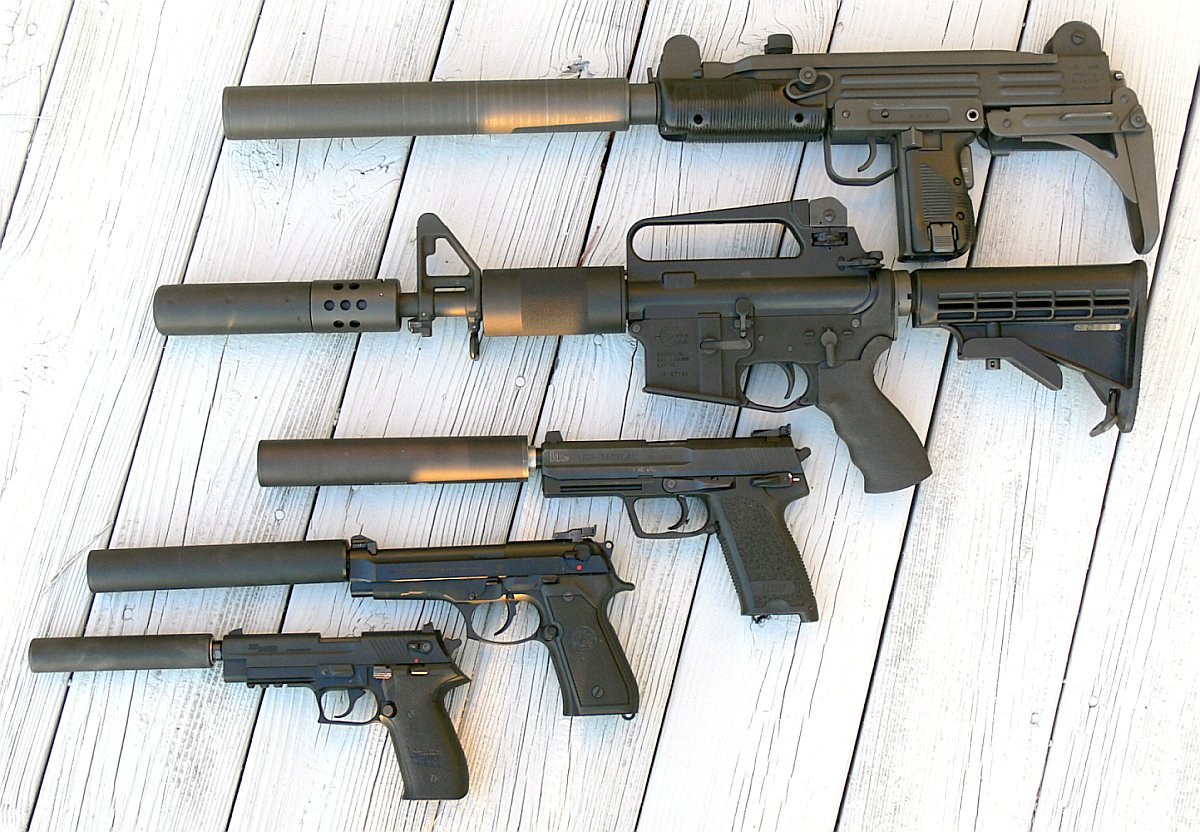
Diversas armas de fuego provistas de silenciadores con sus cargadores retirados.
De arriba hacia abajo:

Un silenciador, también conocido como supresor de sonido, supresor o moderador de sonido, es un dispositivo para la  boca de cañón que suprime la explosión creada cuando se dispara un arma (de fuego o de aire comprimido), reduciendo así la intensidad acústica del ruido de boca (es decir, el sonido del disparo) y el retroceso vertical, mediante la modulación de la velocidad y la presión del gas propulsor liberado por la boca del cañón. Al igual que otros dispositivos para boca de cañón, un silenciador puede ser un accesorio desmontable montado en la boca o una parte integral del cañón.
Un silenciador típico es un cilindro metálico (normalmente de acero inoxidable o titanio) que contiene numerosos deflectores de sonido internos, con un orificio hueco para permitir la salida normal de la bala. Durante el disparo, la bala atraviesa el ánima sin apenas obstáculos, pero la mayor parte del gas que se expande detrás de ella se desvía a través de una trayectoria de escape más larga y enrevesada creada por los deflectores, lo que prolonga el tiempo de liberación. Esto ralentiza el gas y disipa su energía cinética en una superficie mayor, lo que reduce la intensidad de la explosión y, por tanto, la sonoridad.
Los silenciadores también pueden reducir el retroceso durante el disparo, pero a diferencia de un freno de boca, que reduce el retroceso vectorizando el golpe de boca hacia los lados, los silenciadores liberan casi todos los gases hacia delante. Sin embargo, los deflectores internos prolongan considerablemente el tiempo de liberación del gas y, por tanto, disminuyen el empuje hacia atrás generado, ya que, para un mismo impulso, la fuerza es inversamente proporcional al tiempo. El peso del propio silenciador y el efecto de palanca de su ubicación de montaje (en el extremo delantero del cañón) también ayudarán a contrarrestar el retroceso vertical de la boca del cañón.
Dado que los deflectores internos ralentizan y enfrían el gas liberado y contienen la pólvora que sigue ardiendo al salir por la boca del cañón, los silenciadores también reducen o incluso eliminan el fogonazo (la luz emitida por el disparo). Esto difiere de un supresor de fogonazo, que reduce la cantidad de fogonazo dispersando los gases ardientes que ya se liberan fuera de la boca del cañón, sin reducir necesariamente el sonido o el retroceso. Por el contrario, un ocultafogonazos oculta los destellos visibles ocultándolos de la línea de visión directa, en lugar de reducir la intensidad del destello.

## Historia
En 1892, el inventor suizo Jakob Stahel (1841-1901) patentó en Estados Unidos un silenciador destinado a sacrificar ganado, aunque afirmaba que también podía adaptarse a otras armas de fuego. En 1894, otro inventor suizo, C.A. Aeppli, patentó en Winterthur otro silenciador para armas de fuego.
Al inventor estadounidense Hiram Percy Maxim, hijo del inventor de armas Hiram Stevens Maxim (creador de la ametralladora Maxim), se le suele atribuir la invención y venta del primer silenciador de éxito comercial hacia 1902. Recibió la patente en 1910. Maxim dio a su dispositivo el nombre de marca popular "Maxim Silencer", y se anunciaba regularmente en revistas de artículos deportivos. El mofle para motores de combustión interna fue desarrollado paralelamente al silenciador de armas de fuego por Maxim a principios del siglo XX, utilizando muchas de las mismas técnicas para conseguir motores más silenciosos, y en muchos países de habla inglesa los mofles son denominados silenciadores.
La innovación del silenciador hizo que empezaran a crearse o modificarse armas de fuego en el que este dispositivo fuera parte integral del cañón. Algunas de dichas armas son las siguientes:
- La High Standard HDM, usada por los agentes de la Oficina de Servicios Estratégicos (OSS) de los Estados Unidos durante la Segunda Guerra Mundial.
- La pistola Welrod de la Dirección de Operaciones Especiales (SOE) británica también fue utilizada por la OSS en operaciones clandestinas en la Europa ocupada por la Alemania nazi.[11]
- La carabina silenciada De Lisle, una de las armas más silenciosas al usarse con munición subsónica.
- Algunos modelos de la Ingram MAC-10.
- El subfusil HK MP5SD, una versión del MP5 con silenciador integrado. SD es la abreviatura de Schalldämpfer ('silenciador' en alemán).
- El fusil de asalto soviético AS Val, empleado por las fuerzas especiales rusas.

En 2020, el Cuerpo de Marines de los Estados Unidos (USMC) comenzó a utilizar silenciadores en sus unidades de combate, aludiendo una mejora de la comunicación a nivel de escuadrón y pelotón debido a la reducción del sonido. El USMC adquirió 7 000 unidades en 2020 y tenía previsto disponer de un total de 30 000 para finales de 2023, lo que le convirtió en el primer servicio armado en suministrar silenciadores para uso general.

## Terminología
Los defensores de los derechos de las armas y los medios de comunicación especializados en armas suelen afirmar que la palabra "silenciador" se define con el significado de silencio total, mientras que "supresor" o "moderador" se definen con el significado de reducción de la intensidad del sonido, a pesar de su definición original. Por ello, "supresor" y "moderador" se han convertido en los términos sugeridos.
La Ley Nacional de Armas de Fuego (National Firearms Act, NFA) estadounidense  de 1934 definió a los silenciadores y estableció normas que limitaban su venta y propiedad. Tanto el Departamento de Justicia de los Estados Unidos (DOJ) como la Agencia de Alcohol, Tabaco, Armas de Fuego y Explosivos (ATF) utilizan el término silenciador. Hiram Percy Maxim, el inventor original del dispositivo, los comercializó como "silenciadores Maxim".

## Funcionamiento

### Anatomía del ruido de un arma de fuego
Al dispararse, un arma de fuego genera sonido a partir de tres fuentes:
- Ruido de boca de cañón – onda de choque generada por gases a alta presión que escapan y se expanden desde la boca del cañón después de que el proyectil sale disparado y rompe el sello mecánico funcional que restringe a los gases dentro del ánima.
- Explosión sónica – sonido agudo como el chasquido de un látigo asociado a ondas de choque de alta frecuencia causadas por un objeto (en este caso, la bala) que vuela supersónicamente por el aire.
- Ruido mecánico generado por las piezas móviles internas de la acción del arma de fuego.

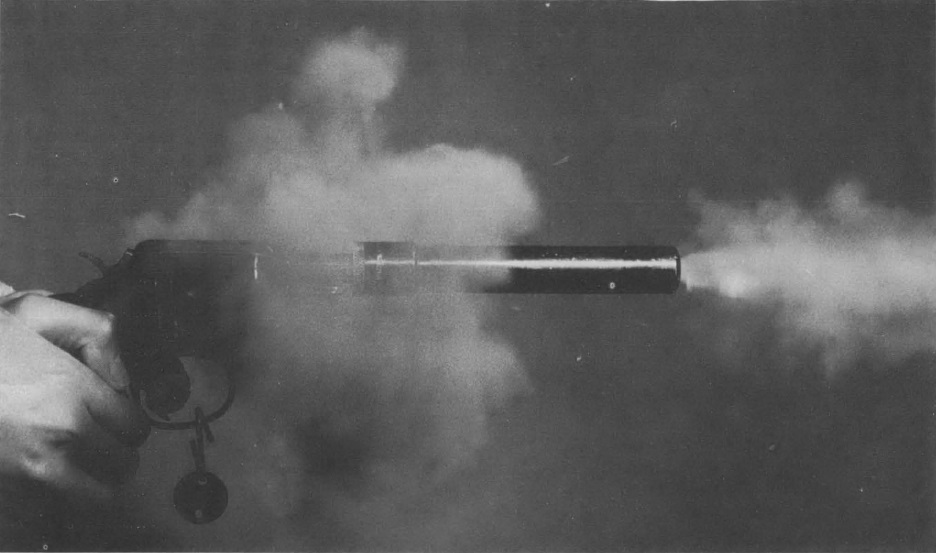
Revólver con silenciador. Se puede ver a los gases escapar entre el cañón y el tambor.

Un silenciador solo puede afectar al ruido de boca de cañón. Mientras que el uso de munición subsónica puede anular la explosión sónica, el ruido mecánico puede reducirse, pero es casi imposible de eliminar. Por estas razones, es difícil silenciar por completo cualquier arma de fuego, o lograr un alto nivel de supresión de ruido en los revólveres. Los revólveres tienen un sello de gas más suelto entre el cañón y el tambor que emite ruido por los gases que se escapan. Algunos diseños intentan superar este problema, como en los Nagant M1895 y OTs-38 rusos, y el S&W QSPR estadounidense.
El ruido de boca de cañón generado por la descarga de un arma de fuego es directamente proporcional a la cantidad de propelente que se quema dentro del cartucho. Por lo tanto, cuanto mayor sea la capacidad del casquillo (es decir, un cartucho magnum), más ruidoso será el ruido de boca de cañón y, en consecuencia, se requerirá un sistema silenciador más eficiente o de mayor tamaño. Un disparo (la combinación del estampido sónico, la liberación del vacío y los gases calientes) casi siempre será más ruidoso que el sonido del ciclo de acción de un arma de fuego de carga automática. Alan C. Paulson, un reputado especialista en armas de fuego, afirmó haber encontrado un arma de calibre .22 LR con supresión integral que presentaba un informe tan silencioso. Evaluar adecuadamente el sonido generado por un arma de fuego sólo puede hacerse con un medidor de decibelios junto con un analizador de espectro de frecuencias durante las pruebas en vivo.

### Diseño y construcción

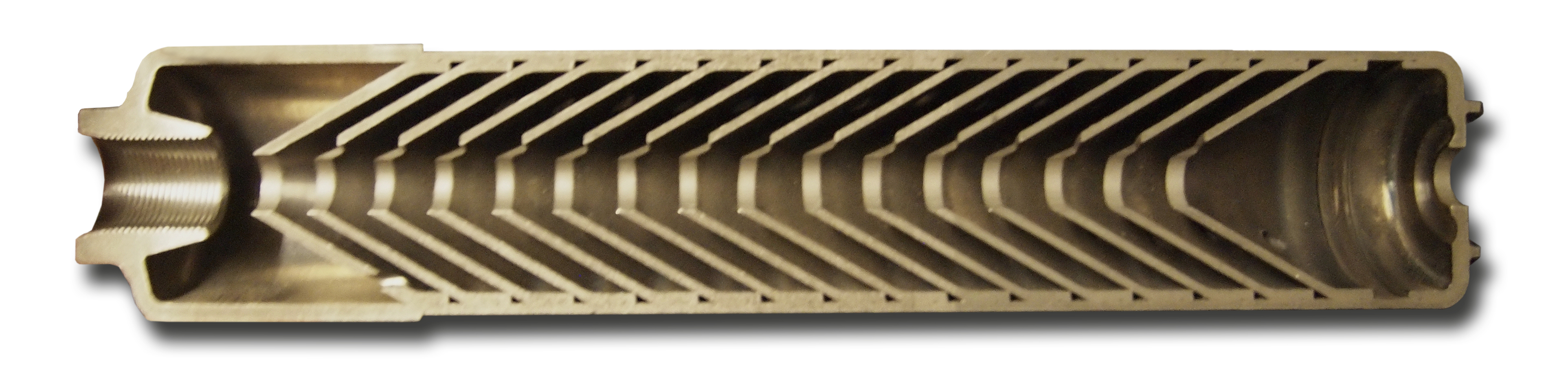
Corte transversal de un silenciador. A la izquierda se aprecia la rosca con la que se acopla a la boca del cañón.

Varios son los fines que se persigue con este dispositivo. Entre ellos está el de operaciones especiales encubiertas de cuerpos de élite y grupos tácticos o las actividades criminales, donde la discreción es vital. Así mismo, el uso de los silenciadores ha alcanzado fines deportivos, en algunos países se ha vuelto obligatorio el uso de silenciadores en eventos deportivos de caza para evitar la polución sonora. 
Fundamentalmente es un tubo cilíndrico con tapas en ambos extremos, en una de las cuales se encuentra una rosca para acoplarse a la boca del cañón. En su mayoría estos silenciadores fueron proyectados para su uso con fusiles. El interior del cilindro (lata en argot militar) se encuentra dividido en varias subsecciones (cámaras) por arandelas haciendo las veces de deflectores aerodinámicos de diferentes perfiles (dependiendo del modelo). Esta es la más simple de las acepciones del concepto del silenciador. Lo que se busca es contener lo más posible la onda sonora producida por la violenta inflamación y emisión de gases producido por la explosión. En cada cámara se queda una parte de esta emisión de gases, que es lo que provoca el fuerte sonido de la detonación.

## Silenciadores según sus componentes

### Absorción térmica
Ya se mencionó que se utilizan mallas metálicas y discos del mismo material en acero o cobre por su excelente conductividad térmica, lo que implica la reducción de la temperatura de los gases del disparo. También se utiliza lana metálica para amortiguar el impacto inicial de la detonación tal y como se usa en los silenciadores automotrices.
Son la clase menos duradera de todas, por cuanto se deterioran con facilidad y acumulan los residuos de la combustión, incrustándolos en las mallas metálicas y perdiendo eficacia paulatinamente de forma irreversible. Dan muy buen resultado con el cartucho .22 LR y son de fabricación sumamente sencilla.

### Diafragmas
Se utilizan para obturar la boca del silenciador y contener los gases en el interior del mismo. Estos tienen que ser cambiados con frecuencia por el rápido desgaste a que son sometidos por el roce a alta velocidad y las altas temperaturas a que son expuestos, de esta manera poder reducir el ruido

### Espirales
Se cuentan con espirales encontradas las cuales someten a giros y turbulencias en sentidos contrarios los gases de la detonación anulando en cierta medida su velocidad y presión.

### Cámaras múltiples
El cilindro del silenciador se subdivide en forma interna con deflectores en varias cámaras en las cuales se frenan parcialmente los gases de la detonación

### Dispositivos mecánicos
Algunos sistemas incluyen resortes reteniendo otros subsistemas de tal forma que amortigüen el movimiento de los gases.
Otros incluyen turbinas (Walter-Huebner) y otros dispositivos internos que generalmente se encargan de crear turbulencias que disminuyan la presión interna y reducen el ruido.
Algunos dispositivos mecánicos sirven para transmitir el movimiento desde el lugar en que se produce hasta la pieza que interesa mover. Entre ellos las poleas, sistema de cadenas y piñones, los engranajes y el sistema biela-manivela.

### Mixtos
Contienen dos o más de sistemas de los citados anteriormente.

## Armas silenciadas
Un arma silenciada es aquella que ha sufrido severas modificaciones o que fue diseñada desde un principio para tal fin. Por supuesto que cuenta con un silenciador, el cual puede ser desmontable o ser parte integral del arma (lo que es poco práctico).
Entre las modificaciones a que se somete un arma o se diseña tal cual se encuentra el cañón.
A este se le practican diversas perforaciones a lo largo del mismo (dependiendo del diseñador varían en número, ángulo, diámetro y espaciamiento) lo que ayuda a la reducción de la velocidad de la bala y promueve el escape de gases hacia las cámaras de expansión del silenciador el cual cubre esta parte del cañón.
Estas armas también cuentan con mecanismos que bloquean el retroceso de la corredera o del cerrojo para evitar fugas de gases durante el proceso de recarga de la recámara.
Otra de sus peculiaridades es que cuentan, algunas, con recubrimientos en el área de la recámara para reducir el ruido del mecanismo el cual también es fuente importante de ruido.
En el caso de los revólveres es bastante difícil lograr un correcto silenciamiento, ya que por la ranura entre el tambor y la parte posterior del cañón existe una importante fuga de gases y por lo tanto son una fuente de ruido.
Sólo el revólver Nagant contaba con un mecanismo que impedía esto, en conjunto con un cartucho cuyo diseño facilitaba la instalación y empleo de un silenciador.

## Commons
- Wikimedia Commons alberga una categoría multimedia sobre Silenciador.

- Datos: Q219699
- Multimedia: Firearm silencers / Q219699